# Font-rubí
Font-rubí település Spanyolországban, Barcelona tartományban. Lakosainak száma 1446 fő (2024).

## Földrajza
Font-rubí La Llacuna, Mediona, Sant Quintí de Mediona, Torrelavit, El Pla del Penedès, Puigdàlber, Santa Fe del Penedès, La Granada, Vilobí del Penedès, Sant Martí Sarroca és Torrelles de Foix községekkel határos.

## Népesség
A település lakosságának változását az alábbi diagram mutatja:
| Lakosok száma | 163  | 1677 | 2097 | 1662 | 1140 | 1340 | 1483 | 1353 | 1327 | 1446 |
|               | 1717 | 1887 | 1936 | 1960 | 1986 | 2004 | 2009 | 2014 | 2019 | 2024 |